# Gandúrino
Gandúrino (en rus: Гандурино) és un poble de l'óblast d'Astracan, a Rússia, segons el cens del 2010 tenia 374 habitants.